# روبرت فيرنون
روبرت فيرنون (بالإنجليزية: Robert Vernon)‏ هو معلم موسيقى أمريكي، ولد في 5 مايو 1949.